# 6lack
Рикардо Вальдес Валентайн младший (англ. Ricardo Valdez Valentine Jr; род. 24 июня 1992, Балтимор, Мэриленд, США) — американский певец, автор песен и рэпер, более известный под псевдонимом 6lack. Первую известность получил после выхода своего сингла «Prblms» с дебютного альбома Free 6lack, который был выпущен в ноябре 2016 года. Его второй студийный альбом East Atlanta Love Letter достиг третьего места в чарте Billboard Hot 200.

## Карьера в музыке

### Free 6lack (2016)
Free 6lack стал дебютным альбомом для 23-летнего артиста. Сингл с релиза, «Prblms», пробился в Billboard Hot 100 . Его первый альбом был вдохновлён, по признанию артиста, переживаниями, связанными с разрывом отношений с его девушкой, сделке с лейблом Atlantic Recors, а также переездом из родного Мэриленда.
В начальном творчестве 6lack'a прослеживается и идея некоего "переходного" периода в жизни и творчестве[уточнить], который, по его собственному признанию, сопровождает его всю жизнь. Продвижению рэпера, а также поддержке в трудные периоды, активно содействовал The Weeknd, у которого тот выступал на разогреве во время первых туров по Северной Америке в 2017 году. Отличительной особенностью треков первого альбома некоторые музыкальные критики называют депрессивность, мелодичность звучания, рассмотрение тяжёлых жизненных проблем и сильное влияние хип-хопа Атланты 2000-х.
Несмотря на достаточно средние результаты в чартах, одним из главных достижений можно считать номинацию на Грэмми.

В интервью Американскому журналу Billboard он охарактеризовал свой стиль следующими словами: 
«Я хотел, чтобы [альбом] послужил своего рода заявлением для всего, подводя итоги последних пяти-шести лет моей жизни» 

### East Atlanta Love Letter (2018)
В 2018 году 6lack выпустил второй альбом, East Atlanta Love Letter, которая во многом сохранила стиль предыдущего альбома. Однако среди характерных особенностей нельзя не заметить присутствие таких звёзд лейбла «Atlantic Records», как Future, J. Cole, Offset, Khalid. Перед релизом альбома в качестве синглов были выпущены песни «Switch» и «Nonchalant». Релиз добился 3-го места в чарте Billboard Hot 200.

## Стилистика
Музыка 6lack основана на личных и деловых отношениях. В ней часто звучит тема разбитого сердца. 6lack сказал, что на его написание песен в основном повлияли его личный опыт и неудачные отношения.

## Дискография

### Студийные альбомы
- Free 6lack (2016)
- East Atlanta Love Letter (2018)
- Since I Have A Lover (2023)

### EP
- 6pc Hot EP (2020)